# Hồng Quang, Ninh Bình
Hồng Quang là một phường thuộc tỉnh Ninh Bình, Việt Nam.

## Địa lý
Hồng Quang nằm cách phường Hoa Lư - trung tâm tỉnh lỵ Ninh Bình 37 km về phía Đông, có vị trí địa lý:
- Phía bắc giáp phường Nam Định và phường Vị Khê.
- Phía đông giáp xã Nam Hồng.
- Phía tây giáp phường Trường Thi.
- Phía nam giáp xã Nam Ninh và xã Nam Trực.

Phường Hồng Quang	có diện tích:	27,53	km², 	dân số:	35.784	người, mật độ dân số: 	1300	người/km². 	Đây là đơn vị có diện tích xếp thứ:	58	, số dân xếp thứ: 	40	và mật độ dân số xếp thứ: 	54	ở Ninh Bình.	
Phường này nằm trên Quốc lộ 21, 21B, và cũng là nơi có sông Đào chảy qua.

## Lịch sử
Theo Nghị quyết số 1674/NQ-UBTVQH15 ngày 16/6/2025 về sắp xếp các đơn vị hành chính cấp xã của tỉnh Ninh Bình năm 2025, Sắp xếp toàn bộ diện tích tự nhiên, quy mô dân số của xã Hồng Quang (huyện Nam Trực), xã Nghĩa An và phường Nam Vân thành phường mới có tên gọi là phường Hồng Quang.